# کووچگوووه
کووچگوووه (به لهستانی:  Kołczygłowy) یک روستا در لهستان است که در گمینا کووچگوووه واقع شده‌است.
 کووچگوووه ۱۷۳٫۳ کیلومتر مربع مساحت و ۱٬۱۸۸ نفر جمعیت دارد و ۱۲۸ متر بالاتر از سطح دریا واقع شده‌است.